# Labichea stellata
Labichea stellata är en ärtväxtart som beskrevs av James Henderson Ross. Labichea stellata ingår i släktet Labichea och familjen ärtväxter. Inga underarter finns listade i Catalogue of Life.